# American Horror Story: Double Feature
La desena temporada de la sèrie de televisió d'antologia de terror americana American Horror Story, subtitulada Double Feature (estilitzada als crèdits inicials amb el subtítol alternatiu Chapter 10), se centra en una família el 2021 a Provincetown, Massachusetts, en la seva primera part, Red Tide, on es troben amb els veritables habitants de la ciutat, i més tard, a la seva segona meitat, Death Valley, en un grup d'estudiants d'acampada que es troben en una conspiració que implica extraterrestres. El repartiment del conjunt inclou els veterans Sarah Paulson, Evan Peters, Lily Rabe, Finn Wittrock, Frances Conroy, Billie Lourd, Leslie Grossman, Adina Porter i Angelica Ross, així com els nouvinguts Macaulay Culkin, Ryan Kiera Armstrong, Neal McDonough, Kaia Gerber, Nico Greetham, Isaac Powell, Rachel Hilson i Rebecca Dayan.
Creada per Ryan Murphy i Brad Falchuk per a la cadena de cable FX, la sèrie és produïda per 20th Television. Double Feature es va emetre entre el 25 d'agost i el 20 d'octubre de 2021, que consta de 10 episodis. Inicialment programada per estrenar-se a finals del 2020, la seva producció es va retardar a conseqüència de la pandèmia de la COVID-19.

## Elenc i personatges

### Part 1: Red Tide

#### Principal
- Sarah Paulson com a Tuberculosis Karen
- Evan Peters com Austin Sommers
- Lily Rabe com a Doris Gardner
- Finn Wittrock com a Harry Gardner
- Frances Conroy com Sarah Cunningham / Belle Noir
- Billie Lourd com a Leslie "Lark" Feldman
- Leslie Grossman com Ursula Khan
- Adina Porter com a cap Burleson
- Angelica Ross com a química
- Macaulay Culkin com a Mickey
- Ryan Kiera Armstrong com Alma Gardner

#### Recurrent
- Denis O'Hare com Holden Vaughn
- Robin Weigert com a Martha Edwards
- Spencer Novich com a Vlad
- Kayla Blake com a Doctor A. Jordan

#### Convidat
- Rachel Finninger com Melanie
- Blake Shields com a Tony
- Jim Ortlieb com a Ray Cunningham
- David Huggard com Crystal DeCanter
- Dot-Marie Jones com el soldat Jan Remy
- Benjamin Papac com a Rory

### Part 2: Death Valley

#### Principal
- Sarah Paulson com a Mamie Eisenhower
- Lily Rabe com Amelia Earhart
- Leslie Grossman com a Calico
- Angelica Ross com a Theta
- Neal McDonough com a Dwight D. Eisenhower
- Kaia Gerber com Kendall Carr
- Nico Greetham com a Cal Cambon
- Isaac Powell com a Troy Lord
- Rachel Hilson com a Jamie Howard
- Rebecca Dayan com a Maria Wycoff

#### Recurrent
- Cody Fern com a Valiant Thor
- Craig Sheffer com a Richard Nixon
- Christopher Stanley com a Sherman Adams
- Mike Vogel com a John F. Kennedy
- Alisha Soper com Marilyn Monroe

#### Convidat
- Len Cordova com a Steve Jobs
- John Sanders com a Buzz Aldrin
- Bryce Johnson com a Neil Armstrong
- Karl Makinen com a Lyndon B. Johnson
- Jeff Heapy com a Stanley Kubrick
- Vincent Foster com Henry Kissinger

## Episodis
| Núm. en serie | Núm. en temp | Títol                    | Dirigit per                 | Escrit per                                               | Data d'emissió original | Prod.codi | Espectadors (milions) |
| Part 1: Red Tide |              |                          |                             |                                                          |                         |           |                       |
| 104 | 1            | «Cape Fear»              | John J. Gray                | Ryan Murphy i Brad Falchuk                               | 25 d'agost de 2021      | AATS01    | 0,93                  |
| Harry Gardner, la seva dona embarassada Doris i la seva filla Alma viatgen de la ciutat de Nova York a Provincetown, Massachusetts, durant un viatge de tres mesos. La Doris i l'Alma van a passejar i són perseguides per un home pàl·lid amb una gabardina. El cap Burleson assegura als Gardner que Provincetown és un lloc segur i que probablement van ser precipitats per un addicte als opioides. Una nit, en Harry surt a un bar local anomenat Muse on coneix Belle Noir i Austin Sommers, un famós novel·lista eròtic i dramaturg, respectivament. En Harry està encantat de parlar amb els dos sobre art i inspiració, mentre passa el seu temps a Provincetown reelaborant un pilot .. En Harry torna a casa i l'home pàl·lid l'ataca. En Harry mata l'home en defensa pròpia. L'endemà, els Gardner planegen marxar definitivament de Provincetown, però abans de marxar, en Harry rep una trucada d'Austin que li promet una "cura" per al seu bloc d'escriptor. Austin li dona a Harry una bossa de plàstic de pastilles negres, també anomenada la Musa. En Harry dubta a agafar-los, però n'enfonsa un davant d'Alma després d'una trucada telefònica amb el seu agent animant-lo a quedar-se a Provincetown i acabar el pilot. |              |                          |                             |                                                          |                         |           |                       |
| 105 | 2            | «Pale»                   | Loni Peristere              | Brad Falchuk i Ryan Murphy                               | 25 d'agost de 2021      | AATS02    | 0,58                  |
| Els efectes de la píndola són immediats en Harry i acaba voraçment el pilot en quatre hores. L'agent d'en Harry, Ursula, li notifica que el seu programa ha estat comprat per Netflix i Joaquin Phoenixvol protagonitzar-lo gratuïtament. Poc després, en Harry comença a tenir gust per la sang i xucla el dit de la Doris després que ella l'obri accidentalment. Austin li explica que la píndola, que ha batejat com La Musa, té els efectes secundaris de convertir els "sense talent" en monstruoses criatures pàl·lides i crear una set de sang en persones amb talent sempre que la segueixin prenent. Una prostituta anomenada Mickey amb somnis de debats de guió prenent la Musa, però una dona sobrenomenada Tuberculosis Karen per altres habitants de Provincetown el desaconsella desesperadament. Malgrat les súpliques de la Karen, Mickey n'agafa una. L'Alma, amb ganes de dominar una peça difícil al violí, agafa una pastilla de la bossa d'en Harry. Més tard, Alma menysprea cruelment la Doris, acusant-la de voler marxar de Provincetown perquè està gelosa d'ella i d'en Harry. s talent. La Doris descobreix l'Alma, però més tard descobreix que en Harry li ha permès anar a caminar sola. La Doris busca frenèticament l'Alma i la troba en un cementiri devorant un animal. |              |                          |                             |                                                          |                         |           |                       |
| 106 | 3            | «Thirst»                 | Loni Peristere              | Brad Falchuk                                             | 1 de setembre de 2021   | AATS03    | 0,70                  |
| L'Úrsula arriba a Provincetown per comprovar com en Harry. Al Muse, insulta l'actuació de Belle i Austin. L'endemà, en Mickey implora a l'Ursula que llegeixi els seus guions. L'Ursula queda bocabadada pel talent d'en Mickey i ell li parla de les píndoles. Mickey s'introdueix a casa de la Belle per robar-li una mica. Mentrestant, la Belle i l'Austin descobreixen que Alma ha pres la píndola i amenacen en Harry a punta de pistola. Belle ordena a Mickey que assassini l'Ursula, però ell la porta a una reunió amb el químic, el creador de les píndoles, per parlar de la distribució àmplia d'elles. Més tard, el químic els ordena a Belle i Austin que matin l'Ursula, el Mickey, el Harry, l'Alma i la Doris per haver causat massa problemes. En Harry descobreix que Alma ha matat el cap Burleson i l'Ursula n'és conscient. |              |                          |                             |                                                          |                         |           |                       |
| 107 | 4            | «Blood Buffet»           | Axelle Carolyn              | Brad Falchuk                                             | 8 de setembre de 2021   | AATS04    | 0,61                  |
| Cinc anys abans, el químic es trasllada a Provincetown i paga a Mickey perquè trobi subjectes de prova per a les píndoles. L'amic de Mickey, Vlad, un aspirant a cantant, pren una pastilla i comença a sentir-se malalt. S'enfronta al químic després de perdre tot el cabell i ella li diu que no pot manejar els efectes de la píndola perquè no té talent. Després de ser introduïda també a les píndoles per Mickey, Belle Noir escriu i acaba un llibre en una nit i després mata el seu marit. Dos anys més tard, Vlad s'ha transformat en una monstruosa criatura pàl·lida. La Belle observa la sincronització de llavis d'Austin en arrossegament al Muse i li ofereix una píndola. Aquella nit, van a la casa d'un company drag queen i els maten a tots menys a un. La drag queen supervivent s'endinsa al bosc i en Vlad salta per darrere i la mata. |              |                          |                             |                                                          |                         |           |                       |
| 108 | 5            | «Gaslight»               | John J. Gray                | Brad Falchuk i Manny Coto                                | 15 de setembre de 2021  | AATS05    | 0,64                  |
| Doris dona a llum un nen i en Harry, l'Alma i l'Ursula la mantenen en una boira induïda per drogues per evitar que s'assabenti de les píndoles. Alma finalment revela la veritat a la Doris i la convenç d'agafar-ne una. Ella sucumbeix als efectes secundaris desastrosos i en Harry l'ha de tancar al bany després que ella intenti matar el seu nounat, anomenat Eli, per la seva sang. Mentrestant, la Belle s'acosta a la Karen i li ordena que robi el nadó del Gardner. Horroritzada per una Doris transformada, Karen abandona la seva missió. Ella fuig de la casa dels Gardner i una horda de gent pàl·lida l'acorrala. Mickey apareix i li ofereix a Karen un ultimàtum; prendre una pastilla o ser devorat per la gent pàl·lida. Mickey se'n va i la gent pàl·lida la pululen fins que pren una pastilla. L'endemà, en Harry allibera la Doris, deixant-la anar per vagar per Provincetown com una criatura pàl·lida. A la platja, |              |                          |                             |                                                          |                         |           |                       |
| 109 | 6            | «Winter Kills»           | John J. Gray                | Brad Falchuk i Manny Coto                                | 22 de setembre de 2021  | AATS06    | 0,73                  |
| Holden Vaughn, un reconegut dissenyador d'interiors i membre de l'ajuntament de Provincetown, ordena a Belle i Austin que s'ocupin d'en Harry i l'Alma després que el cadàver del cap Burleson sigui descobert per un pescador. A casa dels Gardner, en Harry li diu a Alma que tots dos han de deixar de prendre les píndoles definitivament. Enmig d'una discussió posterior, Eli és segrestada. En Harry troba una carta amenaçadora de la Belle al bressol de l'Eli. L'Ursula reuneix una horda de gent pàl·lida mentre en Harry i l'Alma s'enfronten a Belle i Austin. Ursula mata a la gent pàl·lida després que baixin a la casa de Belle i maten Belle i Austin. A continuació, Alma mata en Harry i s'alimenta d'ell. Tres mesos després, Alma viu a Los Angelesamb Eli, Úrsula i la química. En una universitat, l'Ursula presenta la píndola a una classe d'estudiants d'escriptura, mentre que l'Alma mata un company finalista d'una orquestra clàssica després que aquest l'insulti. Moments després, es produeix el caos i la violència a mesura que la píndola es distribueix entre les masses. Desaprovant el comportament d'Ursula, el Químic decideix marxar de la ciutat amb l'Eli. |              |                          |                             |                                                          |                         |           |                       |
| Part 2: Death Valley |              |                          |                             |                                                          |                         |           |                       |
| 110 | 7            | «Take Me To Your Leader» | Max Winkler                 | Brad Falchuk, Kristen Reidel i Manny Coto                | 29 de setembre de 2021  | AATS07    | 0,69                  |
| El 1954 a Albuquerque, Nou Mèxic, els diables de pols prenen forma després d'una suposada visita d' ovnis. El fill de Maria Wycoff és agafat per una presència misteriosa i li diu que no tingui por. Deixant un joc de golf a Palm Springs, Califòrnia, el president Dwight D. Eisenhower es dirigeix al desert amb un comboi militar per donar una ullada a un avió misteriós que va ser abatut per la Força Aèria. També descobreixen Amelia Earhartviva, però amb marques misterioses a l'esquena. Ella recorda com els instruments del seu avió van funcionar malament, i afirma que li van treure sang i li van posar coses. Els metges recuperen un cos alienígena de les restes, però en estudiar-lo, són atacats per una misteriosa taca que els mata a tots dos. En l'actualitat, un grup d'estudiants, Troy, Cal, Kendall i Jamie; cap al desert. Descobreixen un llac que ha estat drenat i un camp de bovís morts i mutilats. Després d'una trobada amb una llum misteriosa, tots comencen a sentir nàusees i més tard descobreixen que tots quatre, inclosos els homes, estan embarassades. |              |                          |                             |                                                          |                         |           |                       |
| 111 | 8            | «Inside»                 | Tessa Blake                 | Manny Coto, Kristen Reidel i Brad Falchuk                | 6 d'octubre de 2021     | AATS08    | 0,48                  |
| L'any 1963, el president John F. Kennedy s'assabenta de l'expresident Dwight "Ike" Eisenhower que durant la presidència d'Eisenhower es va signar un tractat alienígena secret, que permet que 5.000 nord-americans siguin segrestats anualment a canvi de tecnologia alienígena. Kennedy té previst retirar-se del tractat i fer-lo públic, però és assassinat abans que pugui fer-ho. El 1954, un extraterrestre li diu a Eisenhower que el seu objectiu és adaptar la seva descendència per sobreviure a l'entorn de la Terra perquè l'espècie pugui continuar. El primer nounat alienígena experimental mata Amelia, el seu hoste humà, i diversos metges abans que Eisenhower li dispari ell mateix. Mamie Eisenhower insta el vicepresident Richard Nixonper persuadir el seu marit de fer el tracte. L'Ike s'enfronta a la Mamie, però s'assabenta que el seu cos ha estat pres com a ostatge per un extraterrestre. En l'actualitat, Troy, Cal, Kendall i Jamie veuen els nadons alienígenes dins d'ells mitjançant ecografia en una clínica d'obstetricia, quan són segrestats per homes amb vestit. Kendall es desperta breument i parla amb una persona emmascarada. Es reuneixen en una habitació blanca i coneixen una dona que s'ha experimentat diverses vegades durant dècades però que no ha envellit. Troy entra en pànic i és portada a la persona emmascarada, que es revela com un híbrid humà-extraterrestre. |              |                          |                             |                                                          |                         |           |                       |
| 112 | 9            | «Blue Moon»              | Laura Belsey i John J. Gray | Kristen Reidel i Manny Coto i Reilly Smith               | 13 d'octubre de 2021    | AATS09    | 0,58                  |
| El 1954, Eisenhower lluita amb les conseqüències del tractat signat amb els estrangers. Tres anys després, s'han observat més de 298 incursions, però no s'ha comunicat cap contacte dels extraterrestres. Envien un enllaç, un androide anomenat Valiant Thor, a la Casa Blanca, on presenta un ordinador portàtil futurista. Temps després, Eisenhower descobreix híbrids alienígenes emmagatzemats al soterrani de la Casa Blanca, i més tard signa una ordre executiva per traslladar-los a una instal·lació a Nevada. Sis anys més tard, Eisenhower i Nixon acompanyen el president Lyndon B. Johnsona les instal·lacions, on es troben en Thor i els mostra un magatzem ple d'híbrids conservats. En l'actualitat, Troy dona a llum amb èxit un nadó híbrid, però després és assassinat pels alienígenes perquè no complia amb les especificacions correctes. Es torna a reunir amb els seus amics una setmana més tard i ajuda en Cal a donar a llum el seu nadó híbrid, sense que Theta l'observi. Tot i que té èxit, el nounat salta i comença a mastegar la cara de Cal. |              |                          |                             |                                                          |                         |           |                       |
| 113 | 10           | «The Future Perfect»     | Axelle Carolyn              | Brad Falchuk i Manny Coto, Kristen Reidel i Reilly Smith | 20 d'octubre de 2021    | AATS10    | 0,58                  |
| El 1972, Nixon, ara president, expressa la seva frustració al costat del secretari d'Estat Henry Kissinger per l'horari de Thor que durava fins a cinquanta anys. Thor els assegura que tenen moltes diversions planejades per distreure el públic. Tres anys abans, Eisenhower es troba al llit de mort amb la Mamie al seu costat. Thor li ofereix la immortalitat, però declina i té la intenció de morir. La Mamie, d'altra banda, accepta l'oferta de Thor. El 1979, va fingir la seva mort i es va instal·lar a l'Àrea 51, on coneix Calico. En l'actualitat, la seguretat armada entra a l'àrea 51 a la recerca de Troy i Cal, que es troben tots dos morts. El nounat de Cal ataca un soldat i el sotmeten, però al seu torn són executats per l'equip de Theta per la seva força excessiva contra el nounat. Jamie i Kendall busquen Troy i Cal, però tots dos entren espontàniament en part i Theta els frena. Després que tots dos donen a llum, Theta els mata, la Jamie li talla la gola i la decapitat Kendall, amb el seu cap substituït per un dispositiu mecànic. Es va considerar que el fill de Kendall era l'híbrid perfecte i, per tant, el seu cos s'utilitzarà per donar a llum híbrids més perfectes; Theta revela plans per clonar el cos de Kendall i escurçar el període de gestació per permetre que neixin més híbrids en menys temps. La Mamie aprèn de Thor l'extraterrestre' El seu pla per provocar un genocidi humà massiu i prendre el control de la terra. Juntament amb Calico, intenta aturar a Theta, però Calico la traeix mentre és recompensada per convertir-se en la mare espiritual de l'híbrid per Theta. Al seu torn, Theta mata la Mamie fent-li explotar el cap. Calico i Theta donen a llum un altre nounat "perfecte". |              |                          |                             |                                                          |                         |           |                       |